# Dimos Tinos
Dimos Tinos (Tinos) är en kommun i Grekland.   Den ligger i prefekturen Kykladerna och regionen Sydegeiska öarna, i den sydöstra delen av landet, 130 km öster om huvudstaden Aten. Antalet invånare är 8 115. Dimos Tinos ligger på ön Nísos Tínos.